# Dolichoderus scabridus
Dolichoderus scabridus es una especie de hormiga del género Dolichoderus, subfamilia Dolichoderinae. Fue descrita científicamente por Roger en 1862.
Se distribuye por Australia. Se ha encontrado a elevaciones de hasta 1400 metros. Vive en microhábitats como troncos podridos, debajo de piedras, la hojarasca y arbustos.